# Бобров, Иван Иванович (государственный деятель)
Бобров Иван Иванович (1900, Екатеринослав — ?) — и. о. председателя Харьковского городского совета в 1937—1939 годах.

## Биография
Родился в 1900 году в Екатеринославе Екатеринославской губернии Российской империи в семье пекаря.
С 15 лет работал крепильщиком на строительстве тоннелей Мерефо-Херсонской дороги. Служил добровольцем в Красной армии во время Гражданской войны в России.
До 1923 года находился на продовольственной работе. С 1923 года — председатель рабочего комитета, председатель дорожной страховочной кассы строителей туннелей.
В 1926 году вступает в ВКП(б).
С 1929 года — в аппарате Всеукраинского профессионального комитета союза строителей. С 1931 года — на профсоюзной и хозяйственной работе на Днепрострое.
С 1934 года — студент Украинской промышленной академии имени Сталина (Харьков).
В 1937—1939 годах исполнял обязанности председателя Харьковского городского совета.
26 июня 1938 года был избран депутатом Верховного Совета УССР 1-го созыва в Октябрьском избирательном округе № 241 Харькова.
В 1944—1946 годах — председатель исполнительного комитета Дрогобычского городского совета депутатов трудящихся.